# Serumijzer
Serumijzer, siderofiline of "transportijzer" is een vrij circulerend ijzer-eiwitcomplex in het bloedplasma waarvan het gehalte een maat is voor de hoeveelheid ijzer die uit het voedsel is opgenomen en de hoeveelheid die via het bloed geredistribueerd wordt in het lichaam. Deze twee factoren beïnvloeden het gemeten ijzergehalte in hoge mate, waardoor de klinische waarde van serumijzer beperkt is.
Voor een volledig beeld van de ijzerstatus van een patiënt is het beter ook inzicht te krijgen in de lichaamsijzervoorraad (ferritine-meting) en de ijzerverzadigingswaarde (transferrine-saturatie).
- Van ijzergebrek of ijzerdeficiëntie wordt gesproken als de serumijzerwaarden lager dan 10 μmol/l zijn, transferrine-saturatiewaarden kleiner dan 15% zijn en de ferritinewaarden onder de 10 μg/l komen.
- Van te veel lichaamsijzer of ijzerstapeling is sprake wanneer de transferrine-saturatie boven de 60% komt en de ferritinewaarden ruim boven de referentiewaarde komen (premenopausale vrouwen >80 μg/l; postmenopausale vrouwen >190 μg/l; volwassen mannen >280 μg/l).